# Svartnäbbad gökduva
Svartnäbbad gökduva (Macropygia nigrirostris) är en fågel i familjen duvor inom ordningen duvfåglar.

## Utbredning och systematik
Fågeln förekommer på Nya Guinea, i Bismarckarkipelagen samt i ögruppen D'Entrecasteaux-öarna. Den behandlas som monotypisk, det vill säga att den inte delas in i några underarter.

## Status
IUCN kategoriserar arten som livskraftig.